# Antoni Ferrando
Antoni Ferrando i Francés (Benicolet, provincia de Valencia, 9 de septiembre de 1947) es un filólogo español dedidcado al estudio de la lengua catalana, especialmente en su variante valenciana, por lo que ha sido presidente de la Associació Internacional de Llengua i Literatura Catalanes desde 2012 y hasta 2018.

## Trayectoria
Cursó Filosofía y Letras en la Universidad de Valencia, donde se doctoró en 1976, y desde 1983 es catedrático de esa misma universidad. Posteriormente, se trasladó a Gran Bretaña y a Estados Unidos para ampliar sus estudios. Fue director del Instituto Interuniversitario de Filología Valenciana entre los años 1983 y 1986, y entre 1992 y 2001. Desde 1982 está al frente de la colección “Biblioteca Sanchis Guarner” de esta misma institución.
Ha mantenido colaboraciones habituales en medios de comunicación y en revistas científicas y culturales, como Caplletra. Revista Internacional de Filología, revista que dirigió entre 1986 y 2002. Es miembro de la sección filológica del Institut d'Estudis Catalans desde 1985, y desde 1985 de la junta de gobierno de la Asociación Internacional de Lengua y Literatura Catalanas, de la que es el director desde 2012, de la Reial Acadèmia de Bones Lletres de Barcelona desde 1998. Ha sido miembro de la Academia Valenciana de la Llengua desde 2001 hasta 2021. En 1986 fue coordinador del Área de Història de la Llengua en el "II Congreso Internacional de la Lengua Catalana".
Una de sus ocupaciones principales ha sido la edición de textos medievales, entre los que destacan, uno de sus primeros, el Llibre del Consolat de Mar, en 1977, al que han seguido un gran número durante más de treinta años de profesión, hasta Curial e Güelfa en 2007. Pero su trayectoria profesional no se ha restringido a la edición de libros. En cuanto a su actividad como escritor, es autor de numerosos estudios sociolingüísticos e históricos, especialmente sobre la variante valenciana del catalán y sobre la obra de autores medievales y barrocos pero también de autores modernos. Otra faceta suya ha sido la de traductor, destacando algunas traducciones de obras del latín al catalán.

## Publicaciones

### Estudios literarios
- Narcís Vinyoles i la seva obra (1978)
- Els certàmens poètics valencians (1983)
- La llengua del Misteri d'Elx (1989)
- Impremta i vida literària a València en el pas del segle XV al XVI (con Vicent J. Escartí) (1992)
- L'ideal idiomàtic de Joan Fuster (1993)
- La Gramàtica valenciana de Manuel Sanchis Guarner (1993)
- Panorama d'història de la llengua (1993, con Miquel Nicolás), galardonado con el premio Manuel Sanchis Guarner (1995)
- Un mossàrab valencià a l'època de Jaume I? (1994)
- Del Tiran de 1460-64 al Tirant de 1490 (1995)
- El concepte d'Escola Valenciana aplicat als poetes valencians de l'època de Fenollar: consideracions sobre el seu bilingüisme (1996)
- Sobre el marc històric de Curial e Güelfa i la possible intencionalitat de la novel·la (1997)
- Vicent Ferrer (1350-1419), predicador políglota de l'Europa occidental (1997)
- Sobre l'autoria de les Regles d'esquivar vocables, encara (2002)
- De la tardor medieval al Renaixement: aspectes d'una gran mutació sociolingüística i cultural a través dels Viciana (2003)
- El Llibre dels fets del rei Jaume I, testimoni excepcional de la naixença del regne de València (con Vicent J. Escartí) (2008)
- La memòria de Jaume I entre els valencians (con Vicent J. Escartí) (2008)

### Investigación y divulgación
- Consciència idiomàtica i nacional dels valencians (1980)
- Un precedent del bilingüisme literari: la tertúlia d'Isabel Suaris a la València quatrecentista (1982)
- La formació històrica del valencià (1986)
- La gènesi del secessionisme idiomàtic valencià (1987)
- Les perspectives de normalització lingüística del País Valencià (1991)
- Panorama d'història de la llengua, 1993
- El paper dels primers editors (1473-1523) en la fixació del català modern (2000)
- Fabra i el País Valencià (2000)
- Història de la llengua catalana, con Miquel Nicolau Amorós, 2005.
- Percepció i institucionalització de la norma lingüística entre els valencians: panorama històric (2006)
- L'ideal idiomàtic de Manuel Sanchis Guarner (2006)
- L'occitanisme des d'una perspectiva valenciana (2009)